# Misje dyplomatyczne Konga

Kraje, w których Republika Konga ma swoje przedstawicielstwa dyplomatyczne

Misje dyplomatyczne Konga – przedstawicielstwa dyplomatyczne Republiki Konga przy innych państwach i organizacjach międzynarodowych. Poniższa lista zawiera wykaz obecnych ambasad i konsulatów zawodowych. Nie uwzględniono konsulatów honorowych.

## Europa

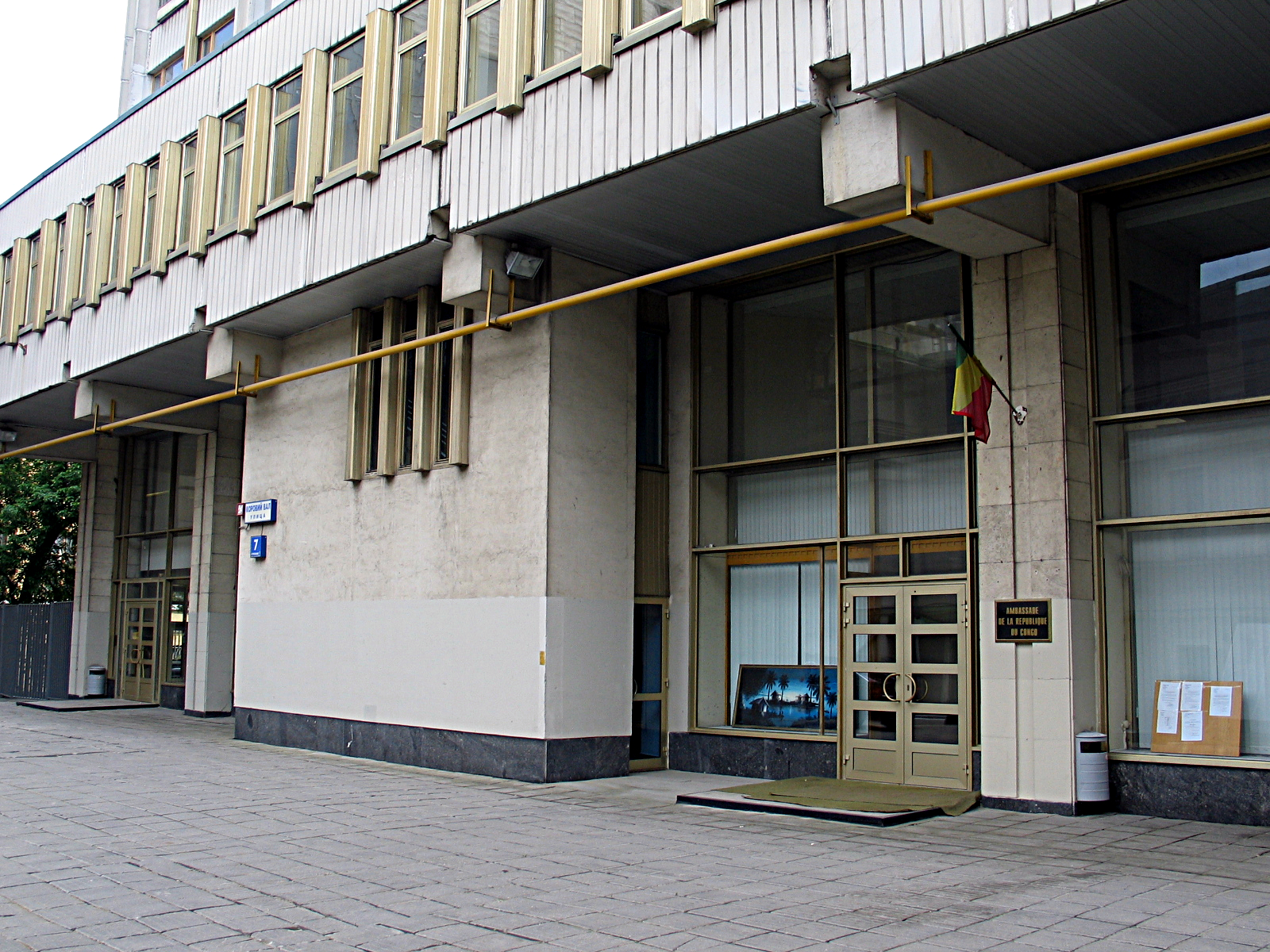
Ambasada Konga w Moskwie

- Belgia
  - Bruksela (Ambasada)
- Francja
  - Paryż (Ambasada)
  - Bordeaux (Konsulat)
  - Lyon (Konsulat)
  - Marsylia (Konsulat)
  - Nicea (Konsulat)
- Niemcy
  - Berlin (Ambasada)
- Rosja
  - Moskwa (Ambasada)
- Szwecja
  - Sztokholm (Ambasada)
- Włochy
  - Rzym (Ambasada)

## Ameryka Północna, Środkowa i Karaiby
- Kuba
  - Hawana (Ambasada)
- Stany Zjednoczone
  - Waszyngton (Ambasada)

## Ameryka Południowa
- Brazylia
  - Brasília (Ambasada)

## Afryka
- Algieria
  - Algier (Ambasada)
- Angola
  - Luanda (Ambasada)
- Czad
  - Ndżamena (Ambasada)
- Demokratyczna Republika Konga
  - Kinszasa (Ambasada)
- Egipt
  - Kair (Ambasada)
- Etiopia
  - Addis Abeba (Ambasada)
- Gabon
  - Libreville (Ambasada)
- Gwinea Równikowa
  - Malabo (Ambasada)
- Kamerun
  - Jaunde (Ambasada)
- Kenia
  - Nairobi (Ambasada)
- Libia

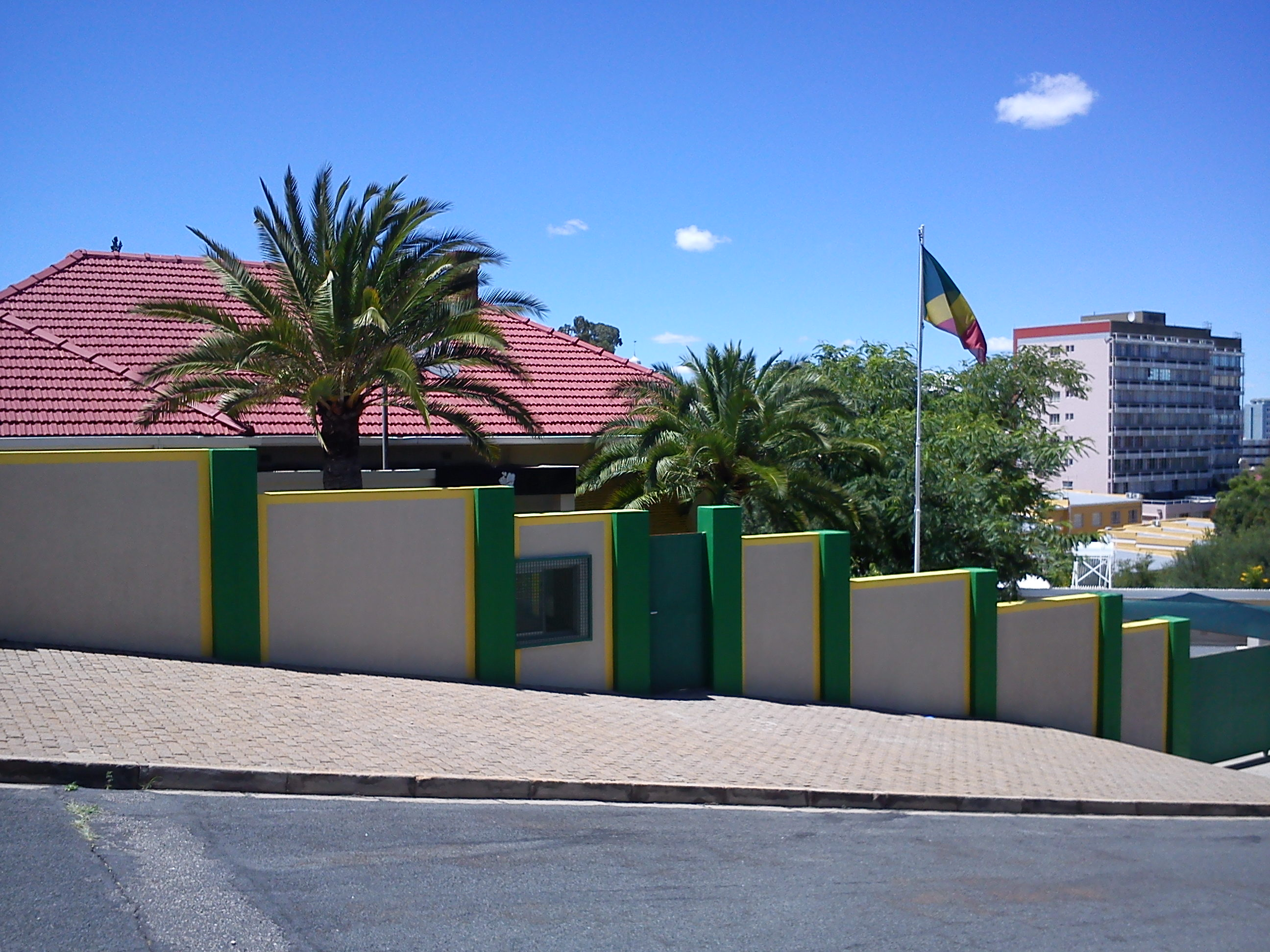
Ambasada Konga w Windhuk

Z powodu wojny domowej w Libii ambasador został odwołany, a ambasada przeniesiona do Rzymu.
- Mali
  - Bamako (Ambasada)
- Maroko
  - Rabat (Ambasada)
- Namibia
  - Windhuk (Ambasada)
- Nigeria
  - Abudża (Ambasada)
- Południowa Afryka
  - Pretoria (Ambasada)
- Republika Środkowoafrykańska
  - Bangi (Ambasada)
- Senegal
  - Dakar (Ambasada)

## Azja
- Chiny
  - Pekin (Ambasada)
- Izrael
  - Tel Awiw-Jafa (Ambasada)

## Organizacje międzynarodowe
- Nowy Jork - Stałe Przedstawicielstwo przy Organizacji Narodów Zjednoczonych
- Genewa - Stałe Przedstawicielstwo przy Biurze Narodów Zjednoczonych i innych organizacjach
- Paryż - Stałe Przedstawicielstwo przy UNESCO
- Bruksela - Stałe Przedstawicielstwo przy Unii Europejskiej